# Bellencombre
Bellencombre é uma comuna francesa na região administrativa da Normandia, no departamento de Sena Marítimo. Estende-se por uma área de 13,02 km². Em 2010 a comuna tinha 663 habitantes (densidade: 50,9 hab./km²).